# Vasílis Tsitsánis
Vasílis Tsitsánis (1915-1984) Βασίλης Τσιτσάνης nació en Tríkala (griego: Τρίκαλα) el 18 de enero de 1915. Fue un intérprete y compositor de rebétiko y música ligera; considerado uno de los compositores griegos más importantes del siglo XX.
Desde muy temprana edad demostró gran interés por la música y aprendió mandolina, violín y buzuki. En 1936 se traslada a Atenas para cursar estudios de Derecho. En 1937 realiza su primera grabación
Durante el período de ocupación nazi vive en Salónica. Allí escribe algunas de sus mejores canciones, como Domingo nublado (griego: Συνεφιασμένη Κυριακή), las cuales fueron grabadas tras la II Guerra mundial.
En 1946 regresa a Atenas y comienza un período de nuevas grabaciones. Es en esta época cuando la música rebétika comienza a popularizarse. El estilo de Tsitsanis se hace más ligero y las letras de las canciones se alejan de los temas marginales para acercarse a un público más amplio: se da primacía a los temas amorosos, lúdicos y sociales. En este sentido hay que decir que el trabajo de Tsitsanis fue fundamental para el reconocimiento del rebétiko, que hasta entonces era considerado un género marginal y de dudoso valor.
A lo largo de la década de los 50 las canciones de Tsitsanis alcanzan un éxito mayor del que nunca había tenido ningún otro compositor de rebétiko. Tsitsanis interpreta sus canciones en los mejores locales de Atenas; sin embargo es mucho más valorado como compositor que como cantante, y sus canciones son interpretadas por las mejores voces de Grecia. Es la época dorada del rebétiko ligero, también llamado arjontorebétiko (griego: αρχοντορεμπέτικου), donde incorpora al genuino rebétiko elementos de la canción ligera (griego λαϊκό τραγούδι lit. canción popular). Algunos de los mejores intérpretes de esta época son Sotiría Béllou (griego: Σωτηρία Μπέλλου), Maríca Nínou (griego: Μαρίκα Νίνου) o Pródromos Tsaousákis (griego: Πρόδρομος Τσαουσάκης).
En los años siguientes la música de Tsitsánis fue adquiriendo cada vez más reconocimiento, hasta llegar a ser considerado como uno de los compositores griegos más importantes de todos los tiempos.
Vasílis Tsitsánis murió el 18 de enero de 1984 en Londres, donde se había trasladado para una operación. Fue enterrado en Atenas.